# Vít Janota
Vít Janota (* 3. března 1970, Praha) je český básník, překladatel a hudebník.

## Životopis
Vystudoval fyziku na Matematicko-fyzikální fakultě Univerzity Karlovy v Praze (obor Fyzika molekulárních a chemických struktur). Poté na fakultě nějaký čas působil jako odborný asistent. Následně začal pracovat jako programátor a internetový grafik. První sbírku vydal roku 2002. Za sbírku Víkend v jakémsi Švýcarsku z roku 2016 byl nominován na cenu Magnesia Litera za poezii. Časopis A2 zařadil jeho sbírku Miniová pole do českého literárního kánonu po roce 1989, tedy do výběru nejdůležitějších českých knih v období třiceti let od sametové revoluce. Byl jmenován Básníkem města Prahy pro rok 2021, v rámci projektu Praha město literatury.
Překládal básně Tomase Tranströmera a Alfreda Brendela. Příležitostně veřejně vystupuje také jako hráč na saxofon a klarinet. Žije v Praze.
Autoři Panoramatu české literatury po roce 1989 jeho poezii dali do souvislosti s civilismem, poetismem a žánrem haiku. Charakterizovali ji slovy: "Janotova tematizace města, konkrétně jeho okraje, a sledování drobných dějů pod povrchem všednosti se v celé jeho poetické tvorbě nemění, přesouvají se jen některé formální akcenty. Autor vyjadřuje pocity melancholie a stesku po všem, co odplývá."